# 雨果島
64°57′S 65°45′W / 64.950°S 65.750°W
雨果島（英語：Hugo Island），是南極洲的島嶼，位於南極大陸西部對開海域，處於摩納哥角西南面74公里，屬於帕默群島的一部分，長2公里，現時由南極條約體系管理。
該島的地圖由1903-05年的法國南極探險隊在讓-巴蒂斯特·沙爾科博士的帶領下繪製，他以法國文學家和詩人維克多·雨果的名字命名該島。